# جیکوب کیپلیمو
جیکوب کیپلیمو (انگلیسی: Jacob Kiplimo؛ زادهٔ ۱۴ نوامبر ۲۰۰۰) دونده دو استقامت اهل اوگاندا است.
وی در مسابقات کشوری و بین‌المللی در مجموع برندهٔ ۳ مدال طلا، ۲ مدال نقره، ۳ مدال برنز شده‌است.